# Perui lármáskuvik
A perui lármáskuvik (Megascops roboratus) a madarak (Aves) osztályának bagolyalakúak (Strigiformes) rendjéhez, ezen belül a bagolyfélék (Strigidae) családjához tartozó faj.

## Rendszerezése
A fajt Outram Bangs és Gladwyn Kingsley Noble írták le 1918-ban, az Otus nembe Otus roboratus néven.

## Alfajai
- Megascops roboratus pacificus (Hekstra, 1982)
- Megascops roboratus roboratus (Bangs & Noble, 1918)[2]

## Előfordulása
Ecuador és Peru területén honos. Természetes élőhelyei a szubtrópusi és trópusi száraz erdők, síkvidéki esőerdők, szavannák és cserjések, valamint másodlagos erdők. Állandó, nem vonuló faj.

## Megjelenése
Testhossza 22 centiméter, testtömege 144-162 gramm.

## Természetvédelmi helyzete
Az elterjedési területe nagy, egyedszáma pedig stabil. A Természetvédelmi Világszövetség Vörös listáján nem fenyegetett fajként szerepel.